# Suzanne de Goede
Suzanne de Goede (ur. 16 kwietnia 1984 w Zoeterwoude) – holenderska kolarka szosowa i torowa.

## Kariera
Pierwsze sukcesy w karierze Suzanne de Goede osiągnęła w 2002 roku, kiedy zdobyła złoty medal w wyścigu ze startu wspólnego na szosowych mistrzostwach świata juniorów oraz srebrny w indywidualnym wyścigu na dochodzenie podczas torowych mistrzostw świata juniorów. W kategorii elite jej największym osiągnięciem jej zajęcie drugiego miejsca w klasyfikacji generalnej Pucharu Świata kobiet w kolarstwie szosowym w sezonie 2008. Wyprzedziły ją wtedy jedynie Niemka Judith Arndt, a trzecie miejsce zajęła inna reprezentantka Holandii - Marianne Vos. Na mistrzostwach świata jej najlepszym wynikiem jest jedenaste miejsce w drużynowej jeździe na czas wywalczone podczas MŚ w Valkenburgu w 2012 roku. Ponadto de Goede wygrywała Omloop Het Nieuwsblad w latach 2006 i 2009 oraz Ronde van Gelderland w 2005 i 2012 roku. Nie brała udziału w igrzyskach olimpijskich.